# Марков, Александр Сергеевич (историк)
Алекса́ндр Серге́евич Ма́рков (род. 6 сентября 1931, Марфино) — советский и российский историк-краевед, автор многочисленных книг и статей об истории Астрахани и Астраханской области, заслуженный учитель школы РСФСР (1971), член Союза писателей и Союза журналистов СССР, почётный гражданин города Астрахани (1993).

## Биография
Александр Марков родился и вырос в рыбацком селе Марфино Володарского района в дельте Волги. В детстве перенёс тяжёлую болезнь, всю жизнь передвигается в инвалидной коляске. В возрасте 17 лет переехал с семьёй в посёлок Кировский соседнего Камызякского района, затем в 1953 году переехал в Астрахань, где поступил на исторический факультет Астраханского педагогического института. После окончания института в 1957 году начал преподавать в школе рабочей молодёжи. Одновременно с работой в школе А.С. Марков работал художником-ретушером в газете «Комсомолец Каспия».
В начале 1960-х годов увлёкся рисованием, иллюстрировал книги своих друзей, в том числе Адихана Шадрина.
В 1962 году в издательстве «Волга» вышла первая книга Александра Маркова «Восставший город», написанная в соавторстве с Н. А. Рюмшиным и посвящённая Астраханскому восстанию 1705 — 1706 годов.
В 1971 году А.С. Маркову присвоено звание «Заслуженный учитель школы РСФСР». А.С. Марков – член Союза журналистов СССР (1959) и Союза писателей СССР (1969).
В 1970 году А.С. Марков награжден медалью «За доблестный труд», в 1999 году за большой вклад в развитие отечественной культуры награжден медалью «В ознаменование 200-летия со дня рождения А.С. Пушкина». В 1993 году автору присвоено звание Почетного гражданина города Астрахани. С 1999 года А.С. Марков действительный член Петровской академии наук и искусств. В 2016 г. ему был вручен знак отличия «Честь и слава Астраханской области» – за успехи, достигнутые в многолетней плодотворной творческой и общественной деятельности, за высокий профессионализм, за вклад в сохранение историко-культурного наследия региона. В 2021 г. Александру Сергеевичу указом губернатора Астраханской области Игоря Юрьевича Бабушкина присуждено звание «Заслуженный деятель искусств Астраханской области», вручены удостоверение и почётный знак.

## Сочинения
- Использование политических карикатур на уроках новой истории: пособие для учителя. - Москва: Просвещение, 1964. – 96 с.: ил.

- Мозаика: ист. рассказы. – Волгоград: Ниж.-Волж. кн. изд-во, 1965. – 66 с.: ил.

- Правда о святом Иосифе. – Астрахань: Ниж.-Волж. кн. изд-во, 1965. – 47 с.: ил.

- Тайный советник: ист. повесть [о В.Н. Татищеве]. – Волгоград: Ниж.-Волж. кн. изд-во, 1968. – 158 с.: ил.

- Под знаменем Христа: (ист. очерк). – Волгоград: Ниж.-Волж. кн. изд-во, 1970. – 143 с.: ил.

- Ульяновы в Астрахани. – Волгоград: Нижне-Волж. кн. изд-во, 1970. – 96 с.: ил.

- Были Астраханского края / А. Марков. – Волгоград: Ниж.-Волж. кн. изд-во, 1971. – 192 с.: ил.

- Были Астраханского края / А. Марков. – 2-е изд., доп. – Волгоград: Ниж.-Волж. кн. изд-во, 1976. – 319 с.: ил.

- Революционные были: [очерки]. – Волгоград: Ниж.-Волж. кн. изд-во, 1978. – 159 с.: ил.

- По следам Разина. – Волгоград: Ниж.-Волж. кн. изд-во, 1980. – 142 с.: ил.

- Поход в Персиду: ист. повести / Александр Марков. – Волгоград: Ниж.-Волж. кн. изд-во, 1982. – 271 с.: ил.

- Забытые страницы: [об истории Астрах. края]. – 3-е изд. – М: Сов. Россия, 1984. – 236 с.: ил., портр.

- Атаман Метелка: ист. повесть : [о сподвижнике Е. Пугачева Г. Касьянове: для сред. шк. возраста] / [рис. Л. Непомнящего]; Александр Марков. - М: Дет. лит., 1987. – 156, [2] с.: ил.

- Найдено в Астрахани: [о редких изд. кн., рукописях и арх. документах]. - Волгоград: Ниж.-Волж. кн. изд-во, 1988. – 221, [2] с.: ил.

- Реестр открывает тайны: очерки. – Волгоград: Ниж.-Волж. кн. изд-во, 1989. – 270, [1] с.: ил.

- Астрахань. Реквием по ушедшему: [настен. Календарь на 1991 год] / Астрах. отд-ние Сов. Фонда культуры; Астрах. обл. Совет ВООПИКиК; рис. А.С. Маркова. – Астрахань, 1990.

- Петр Первый и Астрахань. – Астрахань: Форзац, Б. г. (1994). – 190, [1] с.: ил.

- Каталог рукописных и старопечатных книг [принесенных в дар Астраханскому историко-архитектурному музею-заповеднику писателем, историком, краеведом А.С. Марковым в августе 1990 года]. – Астрахань: Хаджи Тархан, 1996. – 43 с.: ил.

- История Астрахани в событиях и фактах / рис. на обл. и в тексте авт. – Астрахань: Форзац, 1996. – 285, [2] с.: ил.

- Астрахань на старинных открытках / А. Марков, С. Львов. – Астрахань: Волга, 1999. – 170,[1] с.: ил.

- Варвакис: [докум. повествование] / А. Макаров. – Астрахань: Волга, 2000. – 302,[1] с.: ил., портр.

- Сквозь времена и годы: ист. очерки / Александр Марков. – Астрахань: Волга, 2003. – 285, [2] с.: ил., портр., факс.

- Астрахань: иконы, коллекции, открытия: записки собирателя / А. Марков. – Астрахань: [б.и.], 2004 (Астрахань: Тип. «Нова»). – 160 с., [26] л. цв. ил: ил., портр.

- Сто лет назад... Астраханская губерния на меже веков / А. Марков. – Астрахань: Волга, 2006. – 533 с.: ил., портр.

- Астрахань на старинных открытках / Александр Марков, Сергей Львов. – [2-е, испр. и доп. изд.]. – Астрахань: Волга, 2007. – 198, [1] с.: ил., цв. ил., портр., карт.

- Братья Сапожниковы: [иллюстрированное документальное повествование] / Александр Марков. – Астрахань: Волга, 2007. – 320, [1] с., [20] л. ил., цв. ил., портр.: ил., портр., факс.

- Братья Сапожниковы. – Изд. 2-е. – Астрахань: Волга, 2008. – 320,[1] с.: ил. – (Астраханская губернская библиотека). – Имен. указ.: С. 303-319.

- Одна из рода Ахматовых / А. С. Марков. – Астрахань: Новая линия, 2009. – 319 с. : ил., портр.

- Астрахань на старинных открытках / Александр Марков, Сергей Львов. – Астрахань: Центр информационной компетенции, 2011. – 198, [1] с.: ил., цв. ил.

- Записки астраханского краеведа / А. Марков. – Астрахань: Агентство по печати и информационным коммуникациям Астраханской области, 2011. – 464 с.: ил., портр.

- Рисунки писателя Александра Маркова: [альбом]. – Астрахань: Новая Линия, 2014. – 111 с.: ил., портр., факс.

- Надежда Папаян: [книга-альбом] / Александр Марков. – Астрахань: [б. и.], 2014. – 112, [11] с.: ил., портр.

- Ускользающее время: из дневниковых записей писателя А. С. Маркова / Александр Марков; [Астраханская областная научная библиотека]. – Калининград: РОС-ДОАФК, 2015. – 255 с.: ил., портр.

- Жизнь и труды Алексея Дмитриевского. – Астрахань, 2016. – 196 с.